# چونگارا (ارکیپا)
چونگارا (به اسپانیایی: Chungara) یک کوه در پرو است که در منطقه ارکیپا واقع شده‌است. چونگارا ۵٬۰۰۰ متر بالاتر از سطح دریا واقع شده‌است.